# Квиток у Томагавк (фільм)
Квиток у Томагавк (англ. A Ticket to Tomahawk) — американський комедійний вестерн режисера Річарда Сейла, що був відзнятий 1950 року кінокомпанією 20th Century Fox.
Слоган до фільму: «The great comedy of the great outdoors!» (варіант перекладу: «Велика комедія великих просторів!»).

## Сюжет
Дія фільму відбувається 1876 року. Тоді у свій перший рейс вийшов поїзд до Томагавка.
Першими пасажирами поїзда стали комівояжер Джонні Джемсон і хористки з трупи мадам Аделаїди. Супроводжує потяг «дівчина-шибайголова» Кіт Додж, яка вміє битися та стріляти з пістолета не гірше за будь-якого чоловіка. Але дехто дуже не бажає, щоб поїзд дістався Томагавка…

## У ролях
- Ден Дейлі — Джонні
- Енн Бакстер — Кіт Додж
- Рорі Келхун — Дакота
- Волтер Бреннан — Теренс Свіні
- Чарльз Кемпер — Чакіті
- Конні Гілкрайст — мадам Аделаїда
- Артур Ханнікат — Сед Ейс
- Вілл Райт — Додж
- Чіф Йоулачі — Поні
- Віктор Сен Юнг — Лонг Тайм